# Xian de Jiaocheng
Pour les articles homonymes, voir Jiaocheng.
Le xian de Jiaocheng (交城县 ; pinyin : Jiāochéng Xiàn) est un district administratif de la province du Shanxi en Chine. Il est placé sous la juridiction de la ville-préfecture de Lüliang.

## Démographie
La population du district était de 208 252 habitants en 1999.